# Список округов Дюссельдорфа

Эмблема Дюссельдорфа

Этот список даёт общий обзор 10-ти округов и 50-ти районов Дюссельдорфа — столицы земли Северный Рейн-Вестфалия (СРВ).

## Общие сведения
Последняя коммунальная реорганизация была произведена в 1975 году. Она утвердила новые структуры управления - административные районы. В отличие от других крупных городов СРВ, таких как Кёльн или Дуйсбург, округа в Дюссельдорфе не имеют собственных наименований и обозначаются просто цифрами. К тому же увеличилось количество районов за счёт присоединению к Дюссельдорфу нескольких небольших самостоятельных административных единиц. Все районы имеют право участвовать в выработке внутренней городской политики через своих представителей.
Каждый городской округ возглавляет совет в количестве 19 членов, который выбирает из своего состава председателя (главу округа). С одной стороны, совет занимается всеми местными делами округа, а, с другой стороны, участвует в работе городского совета.
Последний 50-й округ, Книтткуль, был образован 13 февраля 2014 года.

## Таблица
| Городские округа | Городские районы                                                                                          | Площадь   | Число жителей | Плотность населения  | Руководитель округа                           | Карта |
| ---------------- | --- | --------- | ------------- | -------------------- | --------------------------------------------- | ----- |
| Округ 01         | 011 Альтштадт 012 Карлштадт 013 Штадтмитте 014 Пемпельфорт 015 Дерендорф 016 Гольцхайм                    | 11,35 км² | 74 875        | 6 597 жителей на км² | Сабина Шмидт (Sabine Schmidt) (ХДС)           |       |
| Округ 02         | 021 Флингерн Юг 022 Флингерн Север 023 Дюссельталь                                                        | 07,18 км² | 56 207        | 7 828 жителей на км² | Аннелиз Бёкер (Annelies Böcker) (ХДС)         |       |
| Округ 03         | 031 Фридрихштадт 032 Унтербильк 033 Хафен 034 Хамм 035 Фольмерсверт 036 Бильк 037 Обербильк 038 Флее      | 24,2 км²  | 109 320       | 4 517 жителей на км² | Удо Фигге (Udo Figge) (СДПГ)                  |       |
| Округ 04         | 041 Оберкассель 042 Хердт 043 Лёрик 044 Нидеркассель                                                      | 12,77 км² | 39 582        | 3 100 жителей на км² | Рольф Тупс (Rolf Tups) (ХДС)                  |       |
| Округ 05         | 051 Штокум 052 Лёхаузен 053 Кайзерверт 054 Виттлаер 055 Ангермунд 056 Калькум                             | 50,9 км²  | 32 358        | 636 жителей на км²   | Яхим Клюке (Joachim Klucke) (ХДС)             |       |
| Округ 06         | 061 Лихтенбройх 062 Унтеррат 063 Рат 064 Мёрсенбройх                                                      | 19,49 км² | 58 988        | 3 027 жителей на км² | Юрген Бушхютер (Jürgen Buschhüter) (ХДС)      |       |
| Округ 07         | 071 Герресхайм 072 Графенберг 073 Люденберг 074 Хуббельрат 075 Книтткуль                                  | 27,91 км² | 44 119        | 1 581 жителей на км² | Ханно Бремер (Hanno Bremer) (ХДС)             |       |
| Округ 08         | 081 Лиренфельд 082 Эллер 083 Феннхаузен 084 Унтербах                                                      | 21,04 км² | 56 523        | 2 685 жителей на км² | Эрих Кучера (Erich Kuczera) (СДПГ)            |       |
| Округ 09         | 091 Верстен 092 Химмельгайст 093 Хольтхаузен 094 Райсхольц 095 Бенрат 096 Урденбах 097 Иттер 098 Хассельс | 36,57 км² | 89 162        | 2 438 жителей на км² | Хайнц-Лео Шут (Heinz-Leo Schuth) (ХДС)        |       |
| Округ 10         | 101 Гарат 102 Хеллерхоф                                                                                   | 05,59 км² | 24 909        | 4 456 жителей на км² | Клаус Мауэрсбергер (Klaus Mauersberger) (ХДС) |       |

## Пояснения к таблице
Список городских округов даёт следующие справки:
- Официальные цифры округов
- Названия районов и их официальные цифровые обозначения
- Площадь поверхности округов в квадратных километрах
- Количество жителей по округам
- Плотность населения по округам в расчёте на квадратный километр
- Имя и фамилия руководителя округа и принадлежность к политической партии
- Места расположения округов на карте Дюссельдорфа